# William Thomson
William Thomson, lord Kelvin, (Reino Unido: /ˈwɪlɪəm ˈtɑːmsən lɔːd ˈkelvɪn/; Belfast, 26 de junio de 1824-Largs, Ayrshire, 17 de diciembre de 1907) fue un físico y matemático británico.
Obtuvo los siguientes títulos: Orden de Mérito del Reino Unido, Caballero gran cruz de la Real Orden Victoriana, miembro del Consejo Privado del Reino Unido, Miembro de la Royal Society, creador de la escala de temperatura kelvin.
Lord Kelvin destacó por sus importantes trabajos en el trabajo de la termodinámica y la electricidad, gracias a sus profundos conocimientos de análisis matemático. Es uno de los científicos que más contribuyó a modernizar la ciencia. Es especialmente conocido por haber desarrollado la escala de temperatura Kelvin. Recibió el título de barón Kelvin en honor a los logros alcanzados a lo largo de su carrera.
Siempre activo en las investigaciones industriales y de desarrollo, en 1899, aceptó la invitación de George Eastman para ser vicepresidente de la junta directiva de la empresa británica Kodak Ltd., filial de Eastman Kodak.
Fue nombrado caballero en 1866 y ennoblecido en 1892 en reconocimiento de sus logros en termodinámica, y de su oposición al Gobierno irlandés, convirtiéndose en barón Kelvin, de Largs en el condado de Ayr. Fue el primer científico británico en ser admitido en la Cámara de los Lores. El título se refiere al río Kelvin, que fluye cerca de su laboratorio en la Universidad de Glasgow. A pesar de las ofertas de puestos elevados en varias universidades de renombre mundial, lord Kelvin se negó a abandonar Glasgow, permaneciendo como profesor de Filosofía Natural durante más de cincuenta años, hasta su retiro final. El Museo Hunteriano de la Universidad de Glasgow tiene una exposición permanente sobre la obra de lord Kelvin, incluyendo muchos de sus papeles originales, instrumentos y otros artefactos como su pipa de fumar.
Thomson fue enterrado en la Abadía de Westminster, al lado de la tumba de Isaac Newton.

## Contribuciones científicas
Lord Kelvin realizó sus estudio en la Universidad de Glasgow y en Peterhouse, Universidad de Cambridge. Trabajó en numerosos campos de la física, sobresaliendo especialmente sus trabajos sobre termodinámica, como el descubrimiento y cálculo del cero absoluto, temperatura mínima alcanzable por la materia en la cual las partículas de una sustancia quedan inertes y sin movimiento, aunque como nos enseña la tercera ley de la termodinámica este estado es inalcanzable en un número finito de procesos físicos. El cero absoluto se encuentra en los –273,15 °C. La escala de temperatura de Kelvin constituye la escala natural en la que se anotan las ecuaciones termodinámicas y la unidad de temperatura en el Sistema Internacional de Unidades. En 1846, Kelvin fue nombrado profesor de filosofía natural de la Universidad de Glasgow, cargo que desempeñó hasta su jubilación en 1899.
También descubrió en 1851 el llamado efecto Thomson, por el que logró demostrar que el efecto Seebeck y el efecto Peltier están relacionados. Así, un material sometido a un gradiente térmico y recorrido por una intensidad de corriente eléctrica intercambia calor con el medio exterior. Recíprocamente, una corriente eléctrica es generada por el material sometido a un gradiente térmico y recorrido por un flujo de calor. La diferencia fundamental entre los efectos Seebeck y Peltier con respecto al efecto Thomson es que este último se puede observar en un material sin ser precisa la existencia de una soldadura.
En 1896 se le rindió un homenaje al que concurrieron científicos de todo el mundo, por sus investigaciones en termodinámica y electricidad. Sus actividades académicas como canciller de la citada Universidad de Glasgow se prolongaron hasta 1904.
Gracias a Thomson se hicieron los estudios necesarios para instalar en 1866 el primer cable trasatlántico que conectó Wall Street (Nueva York) con Londres.
Thomson publicó más de seiscientos cincuenta artículos científicos17 y patentó setenta inventos.18
Thomson fue enterrado en la Abadía de Westminster, al lado de la tumba de Isaac Newton.

### Cálculos sobre la tasa de datos
Aunque ya era una eminencia en el campo académico, el público todavía le desconocía. En septiembre de 1852, se casó con el amor de su juventud, Margaret Crum, hija de Walter Crum, pero la salud de ella se deterioró durante la luna de miel y durante los siguientes diecisiete años. A Thomson, dicho sufrimiento le distrajo de sus labores profesionales. El 16 de octubre de 1854, George Gabriel Stokes escribió a Thomson en un esfuerzo de reanimar su interés en el trabajo, pidiendo su opinión sobre algunos experimentos de Michael Faraday sobre el propuesto cable telegráfico transatlántico.
Faraday había demostrado cómo la construcción de un cable limitaría la velocidad a la que los mensajes podrían ser enviados (en términos modernos, el ancho de banda). Thomson se lanzó al problema y publicó su respuesta en un mes. Expresó sus resultados en términos de la tasa de datos que se podía lograr y las posibles ventajas económicas del proyecto transatlántico. En un análisis más profundo de 1855, Thomson hizo hincapié en el impacto que tendría el diseño del cable en su rentabilidad.
Thomson sostuvo que la tasa de comunicación a través de un cable de diámetro fijo es inversamente proporcional al cuadrado de su longitud. Los resultados de Thomson fueron disputados en una reunión de la British Association en 1856 por Wildman Whitehouse, un electricista de la compañía Atlantic Telegraph. Es posible que Whitehouse hubiera malinterpretado los resultados de sus propios experimentos, pero sentiría sin duda la presión financiera, ya que los planes para el cable se habían puesto en marcha. Creía que los cálculos de Thomson implicaban que el cable debía ser «abandonado por el hecho que fuera prácticamente y comercialmente imposible».
Thomson atacó la opinión de Whitehouse en una carta a la revista popular Athenaeum, exponiéndose a la atención pública. Thomson recomendó un conductor más grande con una sección mayor de aislamiento. Sin embargo, no tomaba a Whitehouse por un necio, y sospechaba que podría tener las habilidades prácticas para hacer funcionar los planes existentes. Entretanto, el trabajo de Thomson había atraído la atención de los directores del proyecto y en diciembre de 1856 fue elegido a la junta de directores de la Atlantic Telegraph Company.

### De científico a ingeniero
Thomson se hizo consejero científico de un equipo en el que Whitehouse dirigía a los electricistas y Sir Charles Tilston Bright a los ingenieros, pero el criterio de Whitehouse prevaleció en las especificaciones, apoyado por Faraday y Samuel F. B. Morse.
En agosto de 1857, Thomson zarpó a bordo del barco HMS Agamemnon, encargado de tender el cable, mientras que Whitehouse se quedó confinado en tierra debido a una enfermedad, pero el viaje se acabó después de 610 km cuando el cable se partió. Thomson contribuyó al esfuerzo publicando en el Engineer la teoría completa sobre las cargas físicas implicadas en el tendido de un cable submarino, y demostró que si la línea se suelta del barco, a velocidad constante, a una profundidad constante de agua, se hunde con una inclinación o pendiente recta desde el punto en que entra en el agua hasta donde toca fondo.
Thomson desarrolló un sistema completo para operar un cable telegráfico submarino que era capaz de enviar un carácter cada 3,5 segundos. En 1858 patentó los elementos principales de su sistema, el galvanómetro de espejo y el registrador de sifón.
Whitehouse todavía no se sentía obligado a hacer caso de las numerosas sugerencias y propuestas de Thomson. No fue hasta que Thomson convenció a la junta de que utilizar cobre más puro para reemplazar la sección perdida de cable mejoraría la capacidad de datos, cuando él introdujo por primera vez un cambio en la ejecución del proyecto.
La junta insistió en que Thomson se uniera a la expedición de tendido del cable de 1858 y que tomara parte activa en el proyecto, sin ninguna compensación económica. A cambio, Thomson consiguió una prueba de su galvanómetro de espejo, sobre el cual la junta había sido poco entusiasta, junto al equipo de Whitehouse. Sin embargo, Thomson no encontró satisfactorio el acceso que se le había concedido, y el Agamemnon tuvo que volver a puerto después de la tormenta desastrosa de junio de 1858. De regreso a Londres, la junta estaba a punto de abandonar el proyecto y mitigar sus pérdidas por medio de la venta del cable. Thomson, Cyrus West Field y Curtis M. Lampson apoyaron otro intento y ganaron, insistiendo Thomson en que los problemas técnicos eran manejables. Thomson, aunque contratado en calidad de asesor, había desarrollado durante los viajes los instintos de un auténtico ingeniero y las habilidades para solucionar problemas prácticos bajo presión, poniéndose a menudo al frente del manejo de las emergencias sin miedo a echar una mano en el trabajo manual. Por fin se completó un cable el 5 de agosto.

### Desastre y triunfo
Los miedos de Thomson se hicieron realidad cuando los aparatos de Whitehouse resultaron insuficientemente sensibles y tuvieron que ser reemplazados por el galvanómetro de espejo de Thomson. Whitehouse continuaba sosteniendo que eran sus aparatos los que suministraban el servicio y empezó a recurrir a medidas desesperadas para remediar algunos de los problemas. Solo consiguió dañar el cable cuando le aplicó 2000 V. Cuando el cable falló completamente, Whitehouse fue despedido, aunque Thomson puso objeciones y fue reprendido por la junta debido a su interferencia. Posteriormente, Thomson lamentó haber aceptado con demasiada facilidad muchas de las propuestas de Whitehouse y no haberle objetado con suficiente energía.
Se estableció una comisión conjunta de investigación por la Junta de Comercio y la Compañía Telegráfica Atlántica. La mayor parte de la culpa por el fracaso del cable recayó en Whitehouse. El comité encontró que, a pesar de que los cables submarinos eran bien conocidos por su falta de fiabilidad, la mayor parte de los problemas surgieron por causas conocidas y evitables. Thomson fue nombrado uno de los componentes de un comité de cinco miembros para recomendar una especificación para un nuevo cable. El comité informó en octubre de 1863.
En julio de 1865, Thomson embarcó en la expedición de tendido de cables del SS Great Eastern, pero el viaje fue otra vez perseguido por problemas técnicos. El cable se perdió después que se hubiesen tendido 1900 km y la expedición tuvo que ser abandonada. Una nueva expedición en 1866 logró tender un nuevo cable en dos semanas y después ir a recuperar y completar el cable de 1865. La iniciativa ahora se celebró por el público como un triunfo y Thomson disfrutó de una gran parte de la adulación. Junto con los otros directores del proyecto, fue nombrado caballero el 10 de noviembre de 1866.
Para explotar sus inventos de señalización de cables submarinos largos, Thomson entró en una sociedad con CF Varley y Fleeming Jenkin. En colaboración con este último, también ideó un expedidor de cinta automático, una especie de llave telegráfica para enviar mensajes por un cable.

## Termodinámica
En 1848, Thomson ya se había ganado una reputación como científico precoz y rebelde cuando asistió a la reunión anual de la Asociación Británica para el Avance de la Ciencia en Oxford. El físico en cuestión, en esa reunión oyó a James Prescott Joule hacer otro de sus, hasta ahora, ineficaces intentos por desacreditar la teoría calórica del calor y la teoría de la máquina térmica basada en ella por Sadi Carnot y Émile Clapeyron. Joule abogó por la convertibilidad mutua del calor y el trabajo mecánico y de su equivalencia mecánica.
Thomson estaba intrigado pero escéptico. Aunque sentía que los resultados de Joule exigían una explicación teórica, se replegó sobre la escuela de Carnot-Clapeyron con un compromiso aún más profundo. Predijo que el punto de fusión del hielo tenía que caer con la presión; de otro modo, su expansión por congelación podría ser aprovechada en un móvil perpetuo. Las confirmaciones experimentales en su laboratorio hicieron mucho para reafirmar sus creencias.
En 1848, extendió la teoría de Carnot-Clapeyron aún más lejos a través de su insatisfacción sobre que el termómetro de gas proveía solo una definición operativa de la temperatura. Propuso una escala de temperatura absoluta en la cual una unidad de calor que pasara de un cuerpo A a una temperatura T° de su escala, a un cuerpo B a una temperatura (T-1)°, produciría el mismo efecto mecánico (trabajo) para cualquier número T. Semejante escala tenía que ser completamente independiente de las propiedades físicas de una sustancia específica. Empleando este tipo de «caída», Thomson postuló que el punto podría alcanzarse cuando no se pudiese transferir más calor (energía calorífica), el punto del cero absoluto con el cual especuló en 1702 Guillaume Amontons. Reflexiones sobre el motor potencial del calor, obra publicada por Carnot en francés en 1824, el año en el que nació lord Kelvin, utilizó (-276) como valor estimado para la temperatura del cero absoluto. Thomson usó datos publicados por Regnault para calibrar su escala, en contra de las medidas establecidas.
En su publicación Thomson escribió:

(...) La conversión de calor (o calorífico) en efecto mecánico es probablemente imposible, sin duda desconocido.

Pero, en una nota al pie de la página, señaló sus primeras dudas sobre la teoría calorífica, refiriéndose a los sorprendentes descubrimientos de Joule. Sorprendentemente, Thomson no envió a Joule una copia de su artículo, pero cuando finalmente Joule lo leyó, escribió a Thomson el 6 de octubre, reclamando que sus estudios habían demostrado la conversión de calor en trabajo, pero que estaba planeando experimentos adicionales. Thomson respondió el 27 de octubre, revelando que estaba planeando sus propios experimentos con la esperanza de una reconciliación de sus dos puntos de vista.

Thomson volvió a criticar la publicación original de Carnot y leyó su análisis a la Royal Society de Edimburgo en enero de 1849, todavía convencido de que la teoría era fundamentalmente sólida. Sin embargo, aunque Thomson no llevó a cabo ningún nuevo experimento, en los dos siguientes años se mostró cada vez más insatisfecho con la teoría de Carnot y más convencido de la de Joule. En febrero de 1851, se sentó a articular sus nuevos pensamientos. Sin embargo, no estaba seguro de cómo formular su teoría, y el artículo pasó por varios borradores antes de que se decidiera por un intento de reconciliar las de Carnot y Joule. Durante su reescritura, debió considerar unas ideas que posteriormente darían lugar a la segunda ley de la termodinámica. En la teoría de Carnot, el calor perdido se perdía absolutamente, pero Thomson sostuvo que «se perdía irreversiblemente para los humanos, pero no se perdía en el mundo físico». Por otra parte sus creencias religiosas le llevaron a especular acerca de la muerte térmica del universo.

Creo que la tendencia en el mundo material está a favor de movimiento favoreciendo la difusión, y que en conjunto el reverso de concentración está gradualmente sucediendo - Creo que ninguna acción física puede nunca devolver el calor emitido desde el Sol, y que esta fuente no es inagotable; También que los movimientos de la Tierra y otros planetas están perdiendo la fuerza viva que se convierte en calor; y que aunque alguna fuerza viva pueda ser restituida por ejemplo a la tierra por el calor recibido del sol, o por otros medios, que la pérdida no puede ser compensada con precisión y pienso que probablemente esa no está totalmente compensado.

La compensación requeriría un acto creativo o un acto que poseyese un poder similar.
En la publicación final, Thomson se retiró de una salida radical y declaró: «La teoría completa de la fuerza motriz del calor se funda en ...dos... proposiciones, debidas respectivamente a Joule, y a Carnot y Clausius». Thomson pasó a formular de esta forma la segunda ley:

Es imposible, por medio de un agente material inanimado, originar efecto mecánico de ninguna porción de materia enfriándola por debajo de la temperatura de los objetos más fríos que le rodean.

En el informe, Thomson apoyó la teoría de que el calor era una forma de movimiento pero admitió que había estado influido solo por el pensamiento de Sir Humphry Davy y los experimentos de Joule y Julius Robert von Mayer, manteniendo que la demostración experimental de la conversión de calor en trabajo todavía quedaba por hacer.
Tan pronto como Joule leyó el informe, escribió a Thomson con sus comentarios y preguntas. De este modo comenzó una provechosa colaboración epistolar entre los dos hombres: Joule realizando experimentos y Thomson analizando los resultados y sugiriendo más experimentos, que duró desde 1852 a 1856. Sus descubrimientos, incluido el efecto Joule-Thomson, a veces llamado efecto Kelvin-Joule, y la publicación de los resultados hicieron mucho para lograr la aceptación general del trabajo de Joule y de la teoría cinética.
Thomson publicó más de seiscientos cincuenta artículos científicos y solicitó setenta patentes (no todas fueron publicadas). En lo que respecta a la ciencia, Thomson escribió lo siguiente:

En la ciencia física un primer paso esencial con objeto de aprender cualquier tema es encontrar principios de cálculo numérico y métodos prácticos para medir cualquier cualidad conectada con él. A menudo digo que cuando puedes medir aquello de lo que estás hablando y expresarlo en números puedes conocer algo acerca de él; pero que cuando no puedes medirlo, cuando no puedes expresarlo con números, tu conocimiento es precario e insatisfactorio: puede ser el comienzo del conocimiento, pero apenas has avanzado en tus ideas en la etapa científica, cualquiera que pueda ser la materia.

## Estimación de la edad de la Tierra

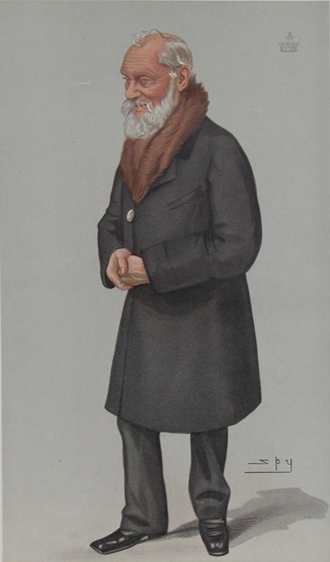
Dibujo de Kelvin por el caricaturista Spy en Vanity Fair, 1897

Thomson fue un creyente devoto del Cristianismo durante toda su vida; la asistencia a la capilla fue parte de su rutina diaria.
 Pensaba que su fe cristiana apoyaba e informaba sus obras científicas, lo cual es evidente por su discurso a la reunión anual de la Sociedad de Evidencia Cristiana en 23 de mayo del 1889.
Uno de los ejemplos más claros de esta interacción se encuentra en su estimación de la edad de la Tierra. Dado el trabajo de su juventud sobre la Tierra y su interés en la conducción del calor, no es ninguna sorpresa que eligiera investigar el enfriamiento de la Tierra y derivar de sus cálculos en inferencias históricas sobre la edad de la Tierra. Thomson fue creacionista en un sentido amplio, pero no fue un «geólogo del diluvio». Sostuvo que las leyes de la termodinámica funcionaban desde los principios del universo y previó un proceso dinámico que vio la organización del sistema solar y otras estructuras, seguidas por una «muerte térmica» paulatina. Desarrolló la opinión de que la Tierra habría estado demasiado caliente para sostener la vida y lo contrastó con el del uniformitarianismo, que las condiciones hubieran permanecido constantes desde el pasado infinito. Sostuvo que «esta Tierra, por supuesto hace unos millones de años, fue un globo incandescente...».
Después de la publicación de El origen de las especies por Charles Darwin, en 1859, Thomson vio indicaciones de una edad habitable de la Tierra relativamente corta, que tendía a contradecir la explicación gradualista de Darwin de que una la selección natural produjera la diversidad biológica. Las opiniones propias de Thomson favorecieron una versión de la evolución teísta, acelerada por la orientación divina. Sus cálculos demostraron que el Sol no hubiera podido existir suficiente tiempo para permitir el desarrollo incremental por la evolución -- a menos que se encontrara alguna fuente de energía más allá de lo que él o alguna persona victoriana se hubiera imaginado. Pronto llegó a un desacuerdo público con los geólogos y con los partidarios de Darwin John Tyndall y T. H. Huxley. En su respuesta al discurso de Huxley a la Sociedad Geológica de Londres (1868), presentó su discurso «De la dinámica geológica» (1869) que, como sus otras escritos, cuestionaba la idea aceptada por los geólogos de que la Tierra tuviera una edad indefinida.
Consideró que la Tierra había sido inicialmente una esfera a temperatura homogénea, completamente fundida, y que desde entonces se había ido enfriando por la superficie, siendo el calor transportado por conducción. La idea era que, con el paso del tiempo, el gradiente térmico en la superficie terrestre iba disminuyendo con lo que, a partir de los datos experimentales de dicho gradiente, podía encontrarse la edad de la Tierra. A partir de esas presunciones y los datos, halló una edad de entre veinticuatro y cien millones de años, en gran desacuerdo con las estimaciones por parte de los geólogos que estimaban necesaria una edad mucho mayor, pero de acuerdo con las de los astrónomos, que consideraban que el Sol no podía tener más de cien millones de años. Dado su enorme prestigio, esta determinación de la edad de la Tierra fue muy respetada por los científicos de la época, constituyendo uno de los principales escollos a la credibilidad de la teoría de Darwin. Existe la creencia, ampliamente extendida, de que el desacuerdo entre la cifra de Kelvin y la actualmente aceptada como real (unos 4600 millones de años) se debe a que en la época se desconocía la existencia de la radiactividad, descubierta por Henri Becquerel en 1896, y que proporciona una fuente de calor adicional. Esta creencia nació cuando Ernest Rutherford mencionó este hecho en 1904 en una conferencia en la que se encontraba Thomson. La radiactividad es una fuente adicional de calor que mantiene la Tierra caliente. De haber tenido en cuenta esto en los cálculos de Thomson, la estimación de la edad de la Tierra hubiera superado los dos mil millones de años.
En realidad, el cálculo de Thomson resultó erróneo debido a que consideró que el calor era transportado solo por conducción cuando, en realidad, la principal contribución es por convección. La convección es una de las tres formas de transferencia de calor y se caracteriza porque se produce a través del desplazamiento de partículas entre regiones con diferentes temperaturas, y se produce únicamente en materiales fluidos. Uno de los antiguos colaboradores de Thomson, John Perry, descubrió que la introducción de la convección en las ecuaciones mantenía elevada el gradiente de temperatura en la corteza sólida cerca de la superficie, donde se había medido, aunque hubiera transcurrido mucho tiempo. Perry señaló a Thomson esta posible fuente de error, pero entraba en contradicción con lo que se sabía del manto terrestre (que para las ondas sísmicas se comporta como un sólido y, por lo tanto, no podría haber convección). Perry señaló que una sustancia puede comportarse como un sólido a corto plazo y un líquido a largo plazo (p. ej. la cera), pero Thomson no tuvo en cuenta sus objeciones y Perry, amigo de Thomson, no insistió al respecto. Fue sólo en la década de 1960 cuando la existencia de un interior fluido de la Tierra, lo cual es necesario para comprender la deriva continental, fue definitivamente aceptado por la comunidad geológica.

## Pronunciamientos que luego se probaron falsos
Como muchos científicos, Thomson cometió algunos errores en sus predicciones sobre el futuro de la tecnología.
Su biógrafo Silvanus P. Thompson escribe: «Cuando se anunció el descubrimiento por Röntgen de los rayos X a finales del 1895, lord Kelvin era totalmente escéptico, y pensaba que el anuncio era un engaño... Los periódicos habían estado repletos de las maravillas de los rayos de Röntgen, sobre los que lord Kelvin era intensamente escéptico hasta que Röntgen mismo le envió un ejemplar de su autobiografía». El 17 de enero de 1896, después de haberlo leído y visto las fotografías, mandó una carta a Röntgen que decía: «No hay necesidad de que le diga que cuando leí el trabajo me quedé asombrado y encantado. No puedo decir nada más ahora que felicitarle calurosamente por el gran descubrimiento que ha hecho». Haría que se le radiografiara la propia mano en mayo del 1896. (Véase también Rayos N).
Su pronóstico para la aviación práctica (los aviones más pesados que el aire) fue negativo. En 1896, rechazó una invitación a ingresar en la Sociedad Aeronáutica, escribiendo que «no tengo ni una molécula de fe en la navegación aeronáutica, aparte de pasear en globo aerostático o la expectativa de buenos resultados para algunas de las pruebas de que tenemos noticias. Y en una entrevista para un periódico en 1902, predijo que «ningún globo ni avión tendrá éxito en la práctica».
La declaración «Ahora no queda nada nuevo que descubrir en la física. Todo lo que queda es la medición cada vez más precisa» ha sido atribuido falsamente a Kelvin por muchos desde la década de 1980, o bien sin citación o bien planteando que lo dijo en un discurso a la Asociación Británica para el Avance de la Ciencia (1900). No existe evidencia de que Kelvin lo dijera, y la cita es una paráfrasis de Albert A. Michelson, quien en 1894 declaró: «... parece probable que la mayoría de los principios subyacentes se han firmemente establecido ...». Un físico eminente comentó que las verdades futuras de la ciencia física se tienen que buscar en el sexto dígito a la derecha de la coma decimal. Declaraciones semejantes fueron realizadas anteriormente por otros, como Philipp von Jolly. La atribución a un discurso de Kelvin en 1900 se debe presuntamente una confusión con su discurso «Dos nubes» a la Institución Real en 1900, en el que, al contrario, señaló campos en los que posteriormente se verían revoluciones.
En 1898, Kelvin predijo que solo quedaban cuatrocientos años de oxígeno en el planeta, debido a la tasa de quema de combustibles. En su cálculo, Kelvin supuso que la fotosíntesis era la única fuente de oxígeno libre; no conocía todos los componentes del ciclo del oxígeno. No hubiera podido conocer todas las fuentes de la fotosíntesis: por ejemplo, las cianobacterias Prochlorococcus —que suponen más de la mitad de la fotosíntesis marina— que no se descubrieron hasta 1986.

## Honores
El asteroide (8003) Kelvin fue nombrado así en su honor.

## Algunas publicaciones
- Thomson, W.; Tait, P.G. (1867). Treatise on Natural Philosophy. Oxford. 2nd edition, 1883. (reissued by Cambridge University Press, 2009. ISBN 978-1-108-00537-1)
- ——; Tait, P.G (1872). Elements of Natural Philosophy. (reissued by Cambridge University Press, 2010. ISBN 978-1-108-01448-9) 2nd edition, 1879.
- —— (1882–1911). Mathematical and Physical Papers. (6 vols) Cambridge University Press. ISBN 0-521-05474-5.
- —— (1904). Baltimore Lectures on Molecular Dynamics and the Wave Theory of Light. (reissued by Cambridge University Press, 2010. ISBN 978-1-108-00767-2)
- —— (1912). Collected Papers in Physics and Engineering. Cambridge University Press. ISBN B0000EFOL8.
- Wilson, D.B. (ed.) (1990). The Correspondence Between Sir George Gabriel Stokes and Sir William Thomson, Baron Kelvin of Largs. (2 vols), Cambridge University Press. ISBN 0-521-32831-4.
- Hörz, H. (2000). Naturphilosophie als Heuristik?: Korrespondenz zwischen Hermann von Helmholtz und Lord Kelvin (William Thomson). Basilisken-Presse. ISBN 3-925347-56-9.